# Hexapodibius
Hexapodibius är ett släkte av trögkrypare. Hexapodibius ingår i familjen Calohypsibiidae.
Kladogram enligt Catalogue of Life:
| Hexapodibius | \| \| Hexapodibius beasleyi \| \| \| \| \| \| Hexapodibius bindae \| \| \| \| \| \| Hexapodibius boothi \| \| \| \| \| \| Hexapodibius christenberryae \| \| \| \| \| \| Hexapodibius micronyx \| \| \| \| \| \| Hexapodibius pseudomicronyx \| \| \| \| \| \| Hexapodibius reginae \| \| \| \| |
|              | \| \| Hexapodibius beasleyi \| \| \| \| \| \| Hexapodibius bindae \| \| \| \| \| \| Hexapodibius boothi \| \| \| \| \| \| Hexapodibius christenberryae \| \| \| \| \| \| Hexapodibius micronyx \| \| \| \| \| \| Hexapodibius pseudomicronyx \| \| \| \| \| \| Hexapodibius reginae \| \| \| \| |
|              | Calohypsibius |
|              | |
|              | Haplohexapodibius |
|              | |
|              | Haplomacrobiotus |
|              | |
|              | Parhexapodibius |
|              | |
|              | Hexapodibius beasleyi |
|              | |
|              | Hexapodibius bindae |
|              | |
|              | Hexapodibius boothi |
|              | |
|              | Hexapodibius christenberryae |
|              | |
|              | Hexapodibius micronyx |
|              | |
|              | Hexapodibius pseudomicronyx |
|              | |
|              | Hexapodibius reginae |
|              | |

|  | Hexapodibius beasleyi        |
|  |                              |
|  | Hexapodibius bindae          |
|  |                              |
|  | Hexapodibius boothi          |
|  |                              |
|  | Hexapodibius christenberryae |
|  |                              |
|  | Hexapodibius micronyx        |
|  |                              |
|  | Hexapodibius pseudomicronyx  |
|  |                              |
|  | Hexapodibius reginae         |
|  |                              |